# Ernst Theodor Johann Brückner

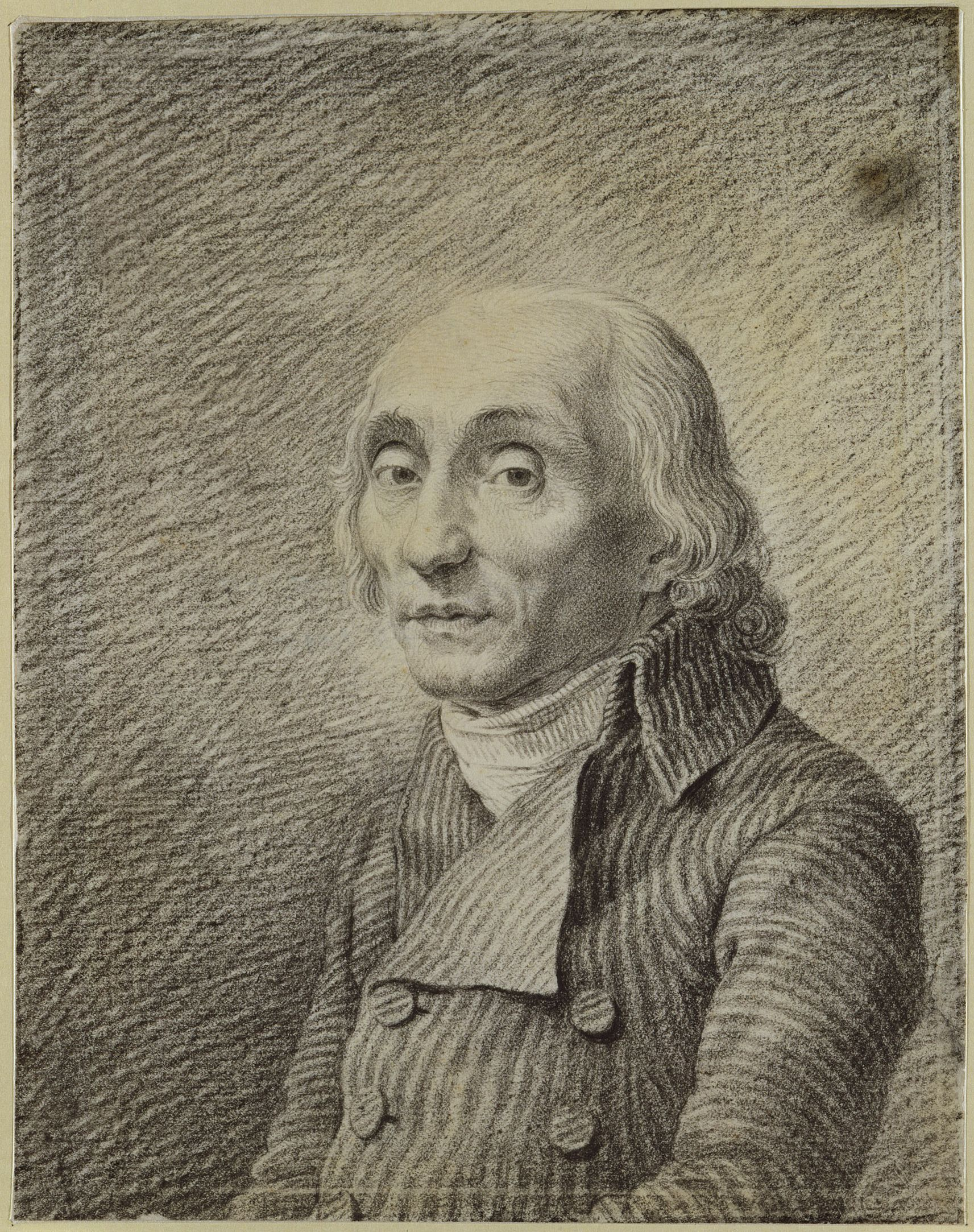
Ernst (Theodor Johann) Brückner, um 1798. Kreidezeichnung von Caspar David Friedrich (Hinz 69)

Ernst Theodor Johann Brückner, eigentlich: Ernst Brückner (* 13. September 1746 in Neetzka; † 29. Mai 1805 in Neubrandenburg) war ein deutscher Theologe und Literat. Er war das einzige auswärtige Mitglied  des
Göttinger Hainbunds.

## Leben und Werk
Ernst (Theodor Johann) Brückner (Nr. 19 der Geschlechtszählung) wurde geboren als jüngerer Sohn des evangelischen Pastors Christoph (Adam) Brückner (1713–1786) und dessen Frau, der Pastorentochter Sophia, geb. Trendelenburg (1725–1759). Er zählt damit zu den direkten Nachkommen des bedeutenden südostmecklenburgischen Theologen und Superintendenten Theodor Trendelenburg (1696–1765). Der Neubrandenburger Arzt sowie Stadt- und Kreisphysikus Adolf (Friedrich Theodor) Brückner (1744–1823) war sein Bruder.
Nach längerem Hausunterricht besuchte Brückner die Schule in Neubrandenburg und anschließend das Joachimsthalsche Gymnasium in Berlin. An der Friedrichs-Universität Halle studierte er von 1765 bis 1767 Evangelische Theologie. Er wurde 1770 Hilfsprediger in Wesenberg (Mecklenburg) und 1771 Prediger in Groß Vielen, wo er mit Johann Heinrich Voß befreundet war. 1789 wurde Brückner Prediger, dann Hauptpastor in Neubrandenburg. In seiner Theologie war er ein noch vom Pietismus beeinflusster Neologe.
Brückner erwarb sich unter der mecklenburgischen Pastorenschaft den Ruf eines außergewöhnlichen intellektuellen wie rebellischen Charakters. Seine theologischen Anschauungen verbanden ein unkonventionelles Gottesbild („Jesus Christus, welch ein Mensch, ein Mensch wie Gott!“) mit einer engagierten antifeudalen Haltung. „Ein redlicher Armer ist eine Ehre der Welt, ein reicher Betrüger eine Schande der Menschheit“, heißt einer der Sätze in seiner Predigt für Ungelehrte am ersten Sonntag des Advents. Wegen seines 1779 erschienenen satirischen Epigramms „Rezept, einen Freigeist zu machen“ musste er vor dem Konzil der mecklenburgischen Kirche erscheinen und wurde zu seiner Dichtung befragt.
Brückner war seit 1771 verheiratet mit der Pastorentochter Dorothea (Helena Beata) Fabricius (1742–1802), mit der er sieben Kinder hatte. Eine Tochter, Margarethe (1772–1820), heiratete Adolf Friedrich (1770–1838), einen Bruder des Malers Caspar David Friedrich.

## Dichter des Göttinger Hains
Durch Johann Heinrich Voß kam Brückner zu dem im September 1772 gegründeten Göttinger Hainbund. Er wurde mit einer feierlichen Urkunde vom 14. November 1772 unter dem Namen Mannobard aufgenommen. Er war das einzige auswärtige Bundesmitglied und stand mit den Göttinger Dichtern in regem Briefwechsel. Mehrmals wurden seine Gedichte und Briefe im Bund vorgelesen. Im Bundesbuch erschien in der Auswahl Für Klopstock seine Kinderidylle Die beyden Kinder. Brückner verstand sich als Erbauungsschriftsteller. Er empfahl sich mit den Schauspielen Emilie Blondville, Kalliste und Der Enterbte, die anonym 1772 unter dem Titel Etwas für die deutsche Schaubühne erschienen. Eine Gedichtsammlung erschien erst 1803 in Neustrelitz.
Voß und Brückner befehdeten 1773 Christoph Martin Wieland literarisch und verleumdeten ihn. Sie sahen in ihm ein überkommenes, französisch geprägtes und frivoles Rokoko verkörpert. Brückner veröffentlichte in der Hamburgischen Neuen Zeitung folgendes Epigramm: „Wieland./ Die Muse Sinons stieß ihn aus./ Voll Rach und Brunst den heißen Busen,/ Gerieth er in ein Hurenhaus,/ Und sah die Metzen an für Musen.“ Nach der Kritik des Heinbündlers Carl Friedrich Cramer an den Anfeindungen, nahm Brückner Abstand von seinen Pasquillen.

## Nachlass
Briefe von und an Ernst Theodor Johann Brückner waren Bestandteil eines Familienarchivs, das heute zu einem großen Teil im Fritz Reuter Literaturarchiv Hans-Joachim Griephan in Berlin verwahrt wird und mit rund 600 Einheiten einen Zeitraum von 1557 bis 1967 umfasst. Ein Teilnachlass befindet sich in der Bayerischen Staatsbibliothek.